# والدمار کزینتسوک
والدمار کزینتسوک (به آلمانی: Waldemar Ksienzyk) بازیکن فوتبال و هافبک اهل آلمان شرقی بود که از سال ۱۹۸۷ میلادی عضو تیم ملی فوتبال آلمان شرقی بوده‌است. وی در ۱ بازی ملی حضور داشته و در بازی‌های ملی‌اش گلی به ثمر نرساند. والدمار کزینتسوک آخرین بازی ملی خود را در سال ۱۹۸۷ میلادی انجام داد.